# Liste der Bodendenkmale in Seegebiet Mansfelder Land
In der Liste der Bodendenkmale in Seegebiet Mansfelder Land sind alle Bodendenkmale der Gemeinde Seegebiet Mansfelder Land und ihrer Ortsteile aufgelistet. Grundlage ist die Veröffentlichung der Landesdenkmalliste mit Stand vom 25. Februar 2016.  Die Baudenkmale sind in der Liste der Kulturdenkmale in Seegebiet Mansfelder Land aufgeführt.
| Denkmal-ID | Fundart             | Ortsteil   | Bezeichnung               | Zeitstellung | Lage                                                                                | Bemerkungen | Bild |
| ---------- | ------------------- | ---------- | ------------------------- | ------------ | ----------------------------------------------------------------------------------- | --- | ---- |
| 428300634  | besonderer Stein    | Erdeborn   | Bauernstein               | undatiert    | im Ort, ‚Am Bauernstein‘ / Stiftstraße (Lage)                                       | großer Granitblock – es handelt sich nicht mehr um den originalen Bauernstein                                                                                      |      |
| 428300297  | Grabmal > Grabhügel | Hornburg   | Grabhügel „Galgenberg“    | Neolithikum  | 0,2 km westlich vom Ort (Lage)                                                      | Höhe ca. 3-4 m; Dm ca. 14-16 m |      |
| 428300390  | Grabmal > Grabhügel | Seeburg    | Hügelgräber „Wachhügel“   | Neolithikum  | 0,7 km südwestlich vom Ort und südl. der B80, Gruppe von zwei Hügeln (Lage)         | von Röblingen am See kommend (L176) biegt man vor dem Ortseingangsschild (etwa 100 m) auf einen Feldweg (kein weiterer in Richtung Ortsschild) ab und folgt diesem |      |
| 428300389  | Befestigung > Burg  | Seeburg    | Spornburg „Schloßberg“    | Mittelalter  | Nord-Teil der Ortslage, von der Halbinsel im Süßen See bis zur Fleckenkirche (Lage) | Gesamtanlage durch Gutsbetrieb überbaut |      |
| 428300539  | besonderer Stein    | Seeburg    | Meilenstein Seeburg       | Neuzeit      | 300 m östlich von Seeburg am südlichen Straßenrand Richtung Rollsdorf (Lage)        | zum Teil. restauratorisch ergänzt, Rundsockelstein 1/2-Meile |      |
| 428300391  | Grabmal > Grabhügel | Stedten    | Grabhügel „Zwei Linden“   | Neolithikum  | 0,2 km südlich vom Ort (Lage)                                                       | gepflegter Grabhügel, in dem Grabhügel wurde ein Baum gepflanzt und im Randbereich eine Mülltonne eingegraben                                                      |      |
| 428300394  | Grabmal > Grabhügel | Wormsleben | Grabhügel „Dreihügelberg“ | Neolithikum  | 1,2 km nordöstlich vom Ort (Lage)                                                   | Geländekuppe prägt sich deutlich aus dem Acker. Lediglich am Straßenrand könnte man einen Grabhügel vermuten. Geländekuppe bewachsen.                              |      |